# Mandatfördelning i de österrikiska lantdagarna
Förbundsrepubliken Österrike är indelad i nio förbundsländer. Förbundsländerna har långtgående självstyre och förfogar över lagstiftande makt. Denna makt utövas genom en parlamentarisk församling, som kallas för lantdag (tyska: Landtag). Lantdagen väljs enligt samma principer som nationalrådet, dock brukar val till nationalrådet och lantdagarna aldrig äga rum samtidigt. Precis som nationalrådets är lantdagarnas mandatperiod 5 år, utom i Oberösterreich, där mandatperioden är 6 år.
Antal mandat i lantdagarna skiljer sig från förbundsland till förbundsland. Wien har den största lantdagen med 100 mandat. I Niederösterreich och Oberösterreich finns det 56 mandat i varje lantdag, medan antal mandat är 48 i Steiermark och 36 i de övriga fem förbundsländerna. Österrikiska folkpartiet (ÖVP), Socialdemokraterna (SPÖ) och Frihetspartiet (FPÖ) är representerade i varje lantdag. De gröna (GRÜNE) är representerade i åtta förbundsländer och NEOS i sju förbundsländer. Därutöver finns det ett antal små partier som innehar mandat i lantdagarna. Sådana partier är till största delen så kallade landsspecifika partier, det vill säga kandiderar enbart i ett enskilt förbundsland.

## Översikt
| Förbundsland     | Mandat | ÖVP | SPÖ | FPÖ | GRÜNE | NEOS | Övriga    | Mandat- period | Senaste val       | Nästa val | Källa |
| ---------------- | ------ | --- | --- | --- | ----- | ---- | --------- | -------------- | ----------------- | --------- | ----- |
| Burgenland       | 36     | 11  | 19  | 3   | 2     | –    | 1 (vilde) | 5 år           | 26 januari 2020   | 2025      | [ 1 ] |
| Kärnten          | 36     | 7   | 15  | 9   | –     | –    | 5 (TK)    | 5 år           | 5 mars 2023       | 2028      | [ 2 ] |
| Niederösterreich | 56     | 23  | 12  | 14  | 4     | 3    | –         | 5 år           | 29 januari 2023   | 2028      | [ 3 ] |
| Oberösterreich   | 56     | 22  | 11  | 11  | 7     | 2    | 3 (MFG)   | 6 år           | 26 september 2021 | 2027      | [ 4 ] |
| Salzburg         | 36     | 15  | 8   | 7   | 3     | 3    | –         | 5 år           | 22 april 2018     | 2023      | [ 5 ] |
| Steiermark       | 48     | 18  | 12  | 8   | 6     | 2    | 2 (KPÖ)   | 5 år           | 24 november 2019  | 2024      | [ 6 ] |
| Tyrolen          | 36     | 14  | 7   | 7   | 3     | 2    | 3 (FRITZ) | 5 år           | 25 september 2022 | 2027      | [ 7 ] |
| Vorarlberg       | 36     | 17  | 3   | 5   | 7     | 3    | 1 (vilde) | 5 år           | 13 oktober 2019   | 2024      | [ 8 ] |
| Wien             | 100    | 22  | 46  | 8   | 16    | 8    | –         | 5 år           | 11 oktober 2020   | 2025      | [ 9 ] |
| Totalt           | 440    | 149 | 133 | 72  | 48    | 23   | 15        |                |                   |           |       |

* De styrande partierna i varje förbundsland är markerade med fet stil.